# Грузинські прізвища
Більшість грузинських прізвищ походять від по батькові, тобто є патронімічними, рідше від назв місцевості, з додаванням різних суфіксів. Грузинські прізвища, як правило, розрізняються залежно від тієї чи іншої частини країни.
У Західній і центральній Грузії, багато прізвищ, що закінчуються на суфікс «-дзе» (груз. -ძე, дос. «народжений»). Це закінчення найпоширеніше, зустрічається майже скрізь, рідше на сході. В основному такі прізвища поширені в Імереті, Гурії, Аджарії, зустрічаються також в Картлі і Рача-Лечхумі.
Прізвищ у Східній Грузії (а також у грузинських євреїв) частіше закінчуються на «-швілі» (груз. -შვილი), що означає "дитина, дитя" (фактично, обидва цих закінчення є синонімами). Це закінчення зустрічається в основному в східній Грузії. У Кахетії більшість прізвищ носять саме це закінчення. У Картлі так само багато таких прізвищ. Рідше зустрічається в західній Грузії.
Прізвища зі Східних гірських провінцій часто в Грузії можуть закінчуватися суфіксом «-урі» (груз. -ური), або «-улі» (груз. -ული). Це закінчення зустрічається в основному у східних горян, таких як хевсури, пшави, туші, мтіули, хевінци тощо.
У сванів як правило закінчуються на «-ані» (груз. -ანი), але зараз воно зустрічається також і в інших регіонах західної Грузії. В основному в Лечхумі, рідше в Раче і Імереті. У східній Грузії не зустрічаються.
У мегрелів — на «-іа» (груз. -ია), «-уа» (груз. -უა) або «–ава» (груз. -ავა).
У лазів — на «-ши» (груз. -ში). В основному зустрічається в Аджарії і Гурії.

## Історія
Перші згадки про грузинські прізвища відносяться до VII — VIII століть. У більшості вони були пов'язні з назвами місцевостей (наприклад, Павнелі, Сурамелі, Орбелі), з іменем батька або ж отримані від професій, суспільного становища чи звання, яке традиційно носив рід (наприклад: Амілахварі, Аміреджібі, Еріставі, Деканозішвілі). Починаючи з XIII століття прізвища частіше стали ґрунтуватися на назвах місцевостей. Ця традиція поширилася практично повсюдно в XVII — XVIII століттях.

## Прізвища
За даними доповіді 2012 року Агентства цивільного реєстру Грузії, найпоширенішими прізвищами, зареєстрованими в країні є:
| #  | Грузинською | Українською               | Частотність |
| -- | ----------- | ------------------------- | ----------- |
| 1  | ბერიძე      | Берідзе                   | 26 796      |
| 2  | კაპანაძე    | Капанадзе                 | 17 976      |
| 3  | ალიევი      | Алієв                     | 17 605      |
| 4  | გელაშვილი   | Гелашвілі                 | 17 221      |
| 5  | მაისურაძე   | Маісурадзе (Майсурадзе)   | 14 824      |
| 6  | გიორგაძე    | Гіоргадзе                 | 12 954      |
| 7  | ლომიძე      | Ломідзе                   | 11 796      |
| 8  | წიკლაური    | Циклаурі                  | 11 571      |
| 9  | ბოლქვაძე    | Болквадзе                 | 10 916      |
| 10 | კვარაცხელია | Кварацхеліа (Кварацхелія) | 10 447      |
| 11 | ნოზაძე      | Нозадзе                   | 10 183      |
| 12 | ხუციშვილი   | Хуцишвілі                 | 4806        |
| 13 | აბულაძე     | Абуладзе                  | 4758        |
| 14 | შენგელია    | Шенгеліа (Шенгелія)       | 4639        |
| 15 | მიქელაძე    | Мікеладзе                 | 4415        |
| 16 | ტაბატაძე    | Табатадзе                 | 4294        |
| 17 | ბაირამოვი   | Баірамові                 | 4265        |
| 18 | გუსეინოვი   | Гусейнова                 | 4124        |
| 19 | გოგოლაძე    | Гоголадзе                 | 4057        |
| 20 | შუკაკიძე    | Шукакідзе                 | 4042        |

## Грузинські особові імена

### Жіночі імена
9 найбільш поширених імен в Грузії (на 2012).
| # | Грузинське ім'я | Українською   | Частотність |
| - | --------------- | ------------- | ----------- |
| 1 | ნინო            | Ніно          | 246 879     |
| 2 | მარიამ          | Маріам        | 100 982     |
| 3 | თამარა          | Тамара        | 97 531      |
| 4 | ნანა            | Нана          | 69 653      |
| 5 | ნათია           | Натіа (Натія) | 66 947      |
| 6 | ანა             | Ана           | 64 980      |
| 7 | ლეა             | Ліа (Лія)     | 55 059      |
| 8 | ქეთევან         | Кетеван       | 50 272      |
| 9 | მაია            | Маіа (Майя)   | 45 952      |

### Чоловічі імена
11 найбільш поширених імен в Грузії (на 2012).
| #  | Грузинською | Українською | Частотність |
| -- | ----------- | ----------- | ----------- |
| 1  | გიორგი      | Гіоргі      | 193 828     |
| 2  | დავით       | Давіт       | 90 713      |
| 3  | ნიკოლოზ     | Ніколоз     | 59 784      |
| 4  | ზურაბ       | Зураб       | 49 403      |
| 5  | ალექსანდრე  | Александре  | 45 488      |
| 6  | ლევან       | Леван       | 40 488      |
| 7  | თეიმურაზ    | Теімураз    | 36 834      |
| 8  | ირაკლი      | Ираклі      | 35 150      |
| 9  | მაიკლ       | Маікл       | 28 232      |
| 10 | ლუკა        | Лука        | 27 692      |
| 11 | გოჩა        | Гоча        | 22 063      |